# سلالة لإنقاذ الحيوانات
سلالة لإنقاذ الحيوانات (بالإنجليزية: Sulala Animal Rescue)، المعروفة أيضًا باسم جمعية سلالة، هي مأوى حيوانات يقع في قطاع غزة، أسسها سعيد العر عام 2006. تعمل المنظمة كمأوى للكلاب والقطط والحمير الضالة، وتوفر أيضًا خدمات بيطرية، وتسعى إلى تعزيز الرفق بالحيوان من خلال التثقيف.

## التاريخ
في أوائل العقد الأول من القرن الحادي والعشرين، كان سعيد العر يطعم الحيوانات الضالة في غزة. وقد صُدم حينما رأى منشورًا من بلدية محلية على فيسبوك يشجع على قتل الحيوانات الضالة. فبمساعدة السكان المحليين والصحفيين ونشطاء حقوق الحيوان، قدم التماسًا ضد هذه السياسة، وتمكن من إقناع البلدية بالتراجع. اقترض المال وباع سيارته لشراء قطعة أرض لإيواء الحيوانات، وكان يمول المأوى من أمواله الخاصة ومن التبرعات العامة. كاد أن يغلق المشروع لأسباب مالية قبل أن يحصل على دعم من السلطة الفلسطينية ويُعين كموظف حكومي.
بعد دورة تدريبية للكلاب استمرت تسعة أشهر في روسيا، سجل العر الجمعية رسميًا عام 2006 كمؤسسة خيرية في غزة، وبدأت عملياتها من حي الزيتون.
بحلول عام 2022، افتتحت الجمعية موقعًا ثانيًا في شمال غزة.
أثناء حرب غزة، اضطرت الجمعية إلى التنقل عدة مرات. وكانت القطط والكلاب المعاقة أول من تم إجلاؤه جنوبًا إلى مخيم النصيرات. قُتل الموظف لؤي رامي الوادي (19 عامًا) في وقت مبكر من الحرب. بعد توقف الشحنات في 9 أكتوبر، أرسلت أستراليا من أجل الحيوانات شاحنة مساعدات إلى معبر رفح ليلة رأس السنة، لكنها واجهت تأخيرات. وصف العر جهوده المستمرة بأنها "ملجأ للكلاب المشردة".

## العمليات
تعتمد الجمعية على التبرعات والمساعدات ومعاش شهري. تقوم بإطعام الحيوانات الضالة، وجلب من يتعرض منها للعنف أو يحتاج لرعاية طبية إلى المأوى، الذي يضم عيادة بيطرية. يتم عزل الحيوانات وإعادة تأهيلها قبل إدماجها مع الآخرين.
يحصل جميع الحيوانات على اللقاحات اللازمة، وتُخصى أو تُعقم الحيوانات المؤهلة لذلك.
يزور متطوعو سلالة دور الحضانة والمدارس المحلية لنشر الوعي بحقوق الحيوان.
نظرًا لعدم توفر أطراف صناعية بيطرية متخصصة في غزة، قام العر وشقيقه بتصميم وصنع جهاز تنقل لكلبة تدعى لوسي باستخدام أجزاء من دراجات وألعاب أطفال، مما شكل أساسًا لرعاية الحيوانات المبتورة. كما رتبت الجمعية عمليات جراحية متخصصة لبعض الحيوانات في عيادات خارجية.